# Lassigny
Lassigny é uma comuna francesa na região administrativa de Altos da França, no departamento de Oise. Estende-se por uma área de 16,65 km². Em 2010 a comuna tinha 1 408 habitantes (densidade: 84,6 hab./km²).